# Favorski-reactie
De favorski-reactie (niet te verwarren met de favorski-omlegging) is een organische reactie, vernoemd naar Aleksej Favorski, waarbij een metaalacetylide in situ wordt gevormd uit een alkyn. De reactie wordt gekatalyseerd met een sterke base (een hydroxide of een alkoxide). Meestal wordt hiervoor kaliumhydroxide gebruikt. Het metaalacetylide reageert vervolgens met een aldehyde of een keton, waardoor een propargylalcohol wordt gevormd. Wanneer een α-waterstofatoom aanwezig is (zoals het geval is bij een aldehyde), zal propargylalcohol tautomeriseren tot het corresponderende enol. Het reactieprincipe staat hieronder weergegeven:
Deze reactie wordt ook weleens de favorski-babajan-synthese genoemd (naar de Sovjet-Armeense organische chemicus Araksi Babajan). Wanneer een sterk zuur als katalysator wordt gebruikt, wordt de reactie een meyer-schuster-omlegging genoemd.